# Geocast
Geocast подразумевает передачу данных для группы получателей в сети, идентифицируются по их географическому местоположению. Это специализированная форма групповой адресации используется некоторыми протоколами маршрутизации для мобильных одноранговых сетей.

## Географическая адресация
Географический адрес назначения выражается тремя способами:
1. точкой
2. окружностью (с точкой-центром и радиусом)
3. многоугольником, который задаётся списком вершин: например, P (1), P (2), …, P (N-1), Р (N), P (1).

Географический маршрутизатор (Geo Router) вычисляет свою зону обслуживания и аппроксимирует её многоугольником. Геомаршрутизаторы, обмениваясь многоугольниками зон обслуживания, строят таблицы маршрутизации. Система геомаршрутизаторов имеет иерархическую структуру.